# Schlacht von Sitka

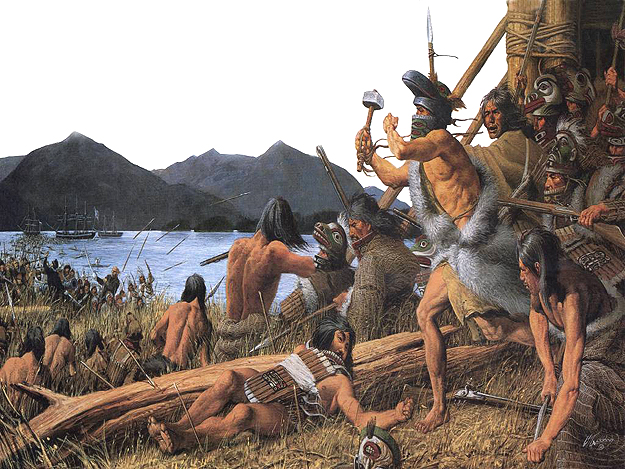
Darstellung der Schlacht von Sitka des amerikanischen Buchillustrators Louis Glanzman (1988)

Die Schlacht von Sitka im Oktober des Jahres 1804 war der letzte größere bewaffnete Konflikt zwischen Europäern und Ureinwohnern Alaskas und der Höhepunkt der seit 1799 währenden kriegerischen Auseinandersetzung zwischen den Tlingit und den Russen.
Ursache war die Zerstörung eines russischen Handelspostens (Old Sitka, St. Michael) zwei Jahre zuvor. Der Schamane Stoonookw sah voraus, dass die Russen zurückkehren würden, um Rache zu nehmen. Daher setzte er gegen starken Widerstand durch, dass ihre Siedlung gegen Kanonenangriffe gesichert wurde. 
Tatsächlich kehrten die Russen mit drei Schiffen und 400 Aleuten-Jägern zurück, vor allem aber in Begleitung der Neva, eines über 70 m langen Dreimasters. Das Schiff von 350 t führte 14 Kanonen an Bord, dazu 50 Mann Besatzung. Es kämpften der örtliche Tlingit-Klan von Sheet’-ká X'áat'l (Baranof Island) und die Vertreter der Russisch-Amerikanischen Kompagnie. Kommandeur der Russen war Alexander Baranow, Kommandeur der Tlingit als Kriegshäuptling war Katlian (K'alyaan), doch stellten die sechs beteiligten Hausgruppen selbstständige militärische Einheiten unter eigenen Kommandeuren dar. Katlian hatte kurzfristig Shk'awulyéil abgelöst, den Führer von 1802.
Obwohl der erste Angriff der Russen (bei dem Baranow ernste Verletzungen erlitt), erfolgreich abgewehrt worden war, wurde die indigene Bevölkerung nach der gnadenlosen Bombardierung des Tlingit-Forts durch die russischen Schiffe innerhalb weniger Tage in die umliegenden Wälder getrieben. 
Der russische Sieg war entscheidend und resultierte in der dauerhaften Vertreibung der Tlingit aus ihrem angestammten Gebiet. Die Russen konnten so in Sitka eine strategisch hervorragend gelegene, dauerhafte Siedlung errichten. 1805 rief Baranow einen Waffenstillstand aus, den die Tlingit jedoch nicht akzeptierten. Sie flohen nach Norden und errichteten eine neue Siedlung auf der benachbarten Insel Chichagof Island. Die Feindseligkeiten dauerten in Form sporadischer Angriffe auf die russische Siedlung bis ins Jahr 1858 an.
Erst 200 Jahre nach der Schlacht – im September 2004 – schlossen die Tlingit bei einer gemeinsamen Zeremonie offiziell Frieden mit den Russen.

## Belege
1. ↑  Hope, S. 51.
2. ↑  Thomas F. Thornton: Review: Anóoshi lingít aaní ká: Russians in Tlingit America. The battles of Sitka, 1802 and 1804, in Alaska Journal of Anthropology, vol. 6, no. 1 & 2 (2008): PDF, abgerufen am 10. Juni 2022, S. 269–271.